# Sijungkang (Andam Dewi)
Sijungkang is een bestuurslaag in het regentschap Tapanuli Tengah van de provincie Noord-Sumatra, Indonesië. Sijungkang telt 1794 inwoners (volkstelling 2010).